# Església vella (el Milà)
L'Església vella és una obra del Milà (Alt Camp) protegida com a Bé Cultural d'Interès Local.

## Descripció
Adossada a l'immoble anomenat "el Castell" hi ha una petita església d'una nau que possiblement és l'antiga capella de la casa. Tres petits esglaons porten a la porta que té forma rectangular; per sobre hi ha un ull de bou. La teulada és a una vessant però encara és visible el perfil de l'antiga teulada a doble vessant amb el carener perpendicular a la façana. L'interior té el sostre refet i no es conserven els antics arcs que possiblement eren apuntats. Es va reformar al segle xviii.